# Nina Kraljić
Nina Kraljić (Lipovljani, 4. travnja 1992.) hrvatska je pjevačica.
Osvojila je prvu nagradu u natjecateljskoj emisiji The Voice – Najljepši glas Hrvatske 2015., nakon čega je iste godine objavila i svoj prvi singl "Zaljuljali smo svijet".
Izabrana je kao predstavnica Hrvatske na Euroviziji 2016. u Stockholmu pjesmom "Lighthouse".
Dana 17. ožujka 2016. Nini je uručena diskografska nagrada Porin za novog izvođača godine, a nominirana je u još dvije kategorije (za najbolju žensku vokalnu izvedbu i najbolji aranžman za pjesmu Zaljuljali smo svijet).
Otpjevavši pjesmu "Lighthouse" u prvoj polufinalnoj večeri Nina Kraljić izborila je nastup u finalu kojim se Hrvatska nakon dvije godine vratila u natjecanje za pjesmu Eurovizije. 
Prije nastupa na glazbenom natjecanju Nina Kraljić osvojila je titulu Miss Eurosonga koju joj je dodijelio portal ESCKAZ – (Eurovision Song Contest Knowledge A to Z) zbog njezine unutarnje i vanjske ljepote.
Prvi put nakon sedam godina na Pjesmi Eurovizije 2016. Nine Kraljić je nastupila u finalu, za Hrvatsku. Pjesma je skupila ukupno 73 boda te je Hrvatska zauzela 23. mjesto u finalu i 10. mjesto u polufinalu.
Najavljeno je da će nastupiti na Dori 2021. i to pod pseudonimom Alkonost of Balkan sa pjesmom Rijeka. Na samom natjecanju osvaja 2. mjesto sa 145 bodova.  

## Diskografija
| Godina | Naslov                             | Najviša pozicija | Album |
| Godina | Naslov                             | HR               | Album |
| ------ | ---------------------------------- | ---------------- | ----- |
| 2009.  | "Kaži mi"                          | —                |       |
| 2015.  | "Zaljuljali smo svijet"            | —                |       |
| 2016.  | "Lighthouse"                       | 15.              |       |
| 2017.  | "Snijeg"                           | —                |       |
| 2017.  | "Vir"                              | —                |       |
| 2020.  | "Zima" duet s Marinom Jurić-Čivrom | —                |       |
| 2021.  | "Rijeka" kao Alkonost of Balkan    | —                |       |

## Filmografija
| Godina        | Serija                                         | Uloga                      | Bilješke                      |
| ------------- | ---------------------------------------------- | -------------------------- | ----------------------------- |
| 2011.         | Idi, Diego, idi!                               | Alisa Marquez              | hrvatska sinkronizacija       |
| 2011.         | iCarly                                         | Sam Puckett                | hrvatska sinkronizacija       |
| 2011.         | Big Time Rush                                  | Jo Taylor                  | hrvatska sinkronizacija       |
| 2011.         | Pop Pixie                                      | Chatta                     | hrvatska sinkronizacija       |
| 2011.         | Bubble Guppies                                 | Molly                      | hrvatska sinkronizacija       |
| 2011.         | Victorious                                     | Cat Valentine              | hrvatska sinkronizacija       |
| 2012.         | Victorious                                     | Fawn Liebowitz (tzv. Poni) | hrvatska sinkronizacija       |
| 2013.         | Winx                                           | Icy                        | hrvatska sinkronizacija       |
| 2013.         | Marvin Marvin                                  | Briana                     | hrvatska sinkronizacija       |
| 2013.         | Mia i ja                                       |                            | uvodna pjesma                 |
| 2013. – 2014. | Sanjay i Craig                                 | Megan Šljokić              | hrvatska sinkronizacija       |
| 2013. – 2015. | Sofija Prva                                    | Sofija                     | hrvatska sinkronizacija       |
| 2015.         | Sara i patka                                   | Sara                       | hrvatska sinkronizacija       |
| 2015.         | Shimmer i Shine                                | Shimmer                    | hrvatska sinkronizacija       |
| 2016.         | Henry Opasan                                   | Veronika [S01E24-25]       | hrvatska sinkronizacija       |
| 2016.         | Bella i buldozi                                | Pepper Silverstein         | hrvatska sinkronizacija       |
| 2016.         | Superknjiga                                    |                            | uvodna pjesma                 |
| 2017.         | Nela: Viteška princeza                         | Nela                       | hrvatska sinkronizacija       |
| 2018.         | Miraculous- Pustolovine Bubamare i Crnog Mačka |                            | uvodna pjesma                 |
| Godina        | Film                                           | Uloga                      | Bilješke                      |
| 2011.         | Lota i tajna mjesečevog kamena                 | Lota                       | hrvatska sinkronizacija       |
| 2012.         | Snježna kraljica                               | Gerda                      | hrvatska sinkronizacija       |
| 2014.         | Rio 2                                          | Bia i Karla (vokal)        | hrvatska sinkronizacija       |
| 2014.         | Tvrd orah                                      | Jamie i izviđačica         | hrvatska sinkronizacija       |
| 2014.         | Snježna kraljica 2                             | Gerda                      | hrvatska sinkronizacija       |
| 2015.         | Alvin i vjeverice: Velika Alvintura            | Ashley Grey                | hrvatska sinkronizacija       |
| 2017.         | Snježna kraljica 3: Vatra i led                | Gerda                      | hrvatska sinkronizacija       |
| 2017.         | Ljepotica i zvijer                             | Bel (vokal)                | glas Bel posudila Mia Biondić |
| 2017.         | Štrumpfovi: Skriveno selo                      | Štrumpf Ljilja             | hrvatska sinkronizacija       |
| 2017.         | Tvrd orah 2                                    | Jamie i izviđačica         | hrvatska sinkronizacija       |
| 2017.         | Ferdinand                                      | Una                        | hrvatska sinkronizacija       |
| Godina        | Emisija                                        | Uloga                      | Bilješke                      |
| 2009.         | Supertalent                                    | natjecateljica             | osvojila 10. mjesto           |
| 2015.         | The Voice – Najljepši glas Hrvatske            | natjecateljica             | pobjednica                    |
| 2021.         | Dora 2021.                                     | natjecateljica             | 2. mjesto                     |

## Vanjske poveznice

### Sestrinski projekti
|  | Zajednički poslužitelj ima još gradiva o temi Nina Kraljić |

### Mrežna mjesta
- Službena stranica  Arhivirana inačica izvorne stranice od 7. prosinca 2022. (Wayback Machine)
- Eurosong.hr
- Intervju  Arhivirana inačica izvorne stranice od 22. ožujka 2016. (Wayback Machine) za Story (2016.)